# Foho Fataon
Der Foho Fataon (kurz Fataon) ist ein Berg in der osttimoresischen Gemeinde Bobonaro. Er liegt an der Nordgrenze des Sucos Leolima (Verwaltungsamt Balibo) und hat eine Höhe von 381 m. Südlich befindet sich das Dorf Dualanok. Südlich liegt der Foho Lutin und östlich im Suco Hataz der Foho Nunuli. Zwischen den beiden Bergen fließt der Mukuki, ein Zufluss des Nunura.